# Гасымов, Салим Гасым оглы
Сали́м Гасы́м оглы́ Гасы́мов (азерб. Səlim Qasım oğlu Qasımov; 15 ноября 1907, Рамана, Бакинская губерния — 26 июля 1957, Баку) — азербайджанский-советский инженер и государственный деятель, народный комиссар и министр местной промышленности Азербайджанской ССР (1938—1953, 1953—1956), Председатель правления художественной кооперации Азербайджанской ССР (1956—1957).

## Биография
Салим Гасымов родился в 1907 году в селе Рамана Бакинского уезда в семье нефтяника Гасыма Гасымова. В сельскую школу он поступил в 1915 году, через 4 года, в возрасте 12 лет, бросил школу и был вынужден начать работать. В 1921 году он начал работать учеником токаря в механической мастерской в Рамане. В эти же годы он вступил в ряды ленинского комсомола и был избран членом комсомольского бюро цеха. В 1924 году поступил в вечернюю смену на рабфак, где стал членом ученой комиссии и руководителем группы. После окончания рабфака в 1928 году уехал в Москву, чтобы стать инженером-нефтяником, учился в Московском нефтяном институте имени академика Губкина, стал бригадиром и начальником группы, имевшей производственный опыт. После окончания института в 1932 году вернулся в Баку и начал работать на нефтеперерабатывающем заводе имени Будённого, первые месяцы работал инженером заводской лаборатории, затем заведующим лабораторией, инженером нефтеперерабатывающий завод и мастер завода. В 1935 году он был избран членом парткома завода и бюро инженерно-технического отдела.
В 1935 году Салим Гасымов был призван в ряды Советской Армии и переведен в ряды Краснознамённый ДВО. Через год он вернулся в Баку с Дальнего Востока и снова начал работать на заводе имени Будённого. В мае 1937 года приказом Наркомата тяжелой промышленности СССР он был назначён директором сернокислотного завода имени Фрунзе, а к концу 1937 года — директором нефтеперерабатывающего завода имени Джапаридзе.
С 1938 года, Салим Гасымов много лет работал наркомом и министром местной промышленности Азербайджанской ССР, а ближе к концу жизни — председателем правления Художественной кооперации Азербайджанской ССР. Был членом Коммунистической партии Советского Союза с 1927 и ЦК Коммунистической партии Азербайджана. Избирался депутатом Верховного Совета СССР и Верховного Совета Азербайджанской ССР.
Скончался 26 июля 1957 года.

### Семья
Родители — Гасым Гасымов, Хёрмет Гасымова
Жена — Агаханым Гасымова
Дети — Муслим Гасымов, Керим Гасымов, Вагиф Гасымов, Рафига Гасымова, Рафик Гасымов, Рамиз Гасымов, Рауф Гасымов

## Награды
- Орден «Трудового Красного Знамени» — 27.04.1940
- Орден «Знак Почёта» — 25.02.1946
- Медаль «За оборону Кавказа»
- Медаль «За победу над Германией в Великой Отечественной войне 1941—1945 гг.».